# Umučení Krista
Umučení Krista je americký film z roku 2004, který popisuje velmi barvitě posledních dvanáct hodin života a utrpení Ježíše Krista. Jeho režisérem je Mel Gibson. Film byl nominován na tři Oscary – nejlepší kamera, nejlepší masky a za původní hudbu. Ve filmu se hovoří latinsky, hebrejsky a aramejsky, což má podle režiséra odpovídat tehdejší době; znalci biblických reálií však upozorňují na to, že ve filmu chybí tehdy jednoznačně nejběžnější jazyk řečtina a že výslovnost latiny odpovídá dnešnímu vatikánskému úzu, nikoli však výslovnosti tehdejší. Film byl také kritizován pro mimořádnou brutalitu nebo pro údajný antisemitismus. Film byl natočen podle evangelií sv. Matouše, Marka, Lukáše a Jana také podle vizí blahoslavenné Kateřiny Emmerichové.

## Natáčení
Film byl produkován nezávisle a natáčen ve filmovém studiu Cinecittà v Římě, dále ve městě Matera a v opuštěném městě Craco. Mel Gibson konzultoval během natáčení několik teologických poradců i kněží. Při natáčení bylo přítomno několik kněží, představitel Ježíše Krista  Jim Caviezel měl od nich denní přípravu, zpověď a svaté přijímání. Na žádost Mela Gibsona byli také přítomni tři kněží včetně abbé Michela Debourges z  Institutu Krista Krále, kteří denně slavili  tradiční latinskou neboli Tridentskou Mši. Během natáčení zasáhl asistenta režiséra Jana Micheliniho dvakrát blesk, o několik minut později pak zasáhl i Jima Caviezela.

## Zdroje
Podle režiséra Mela Gibsona byla hlavním zdrojem filmu čtyři kanonická novozákonní evangelia, film ale vychází i z jiných částí Bible včetně Starého zákona (Iz 53, Gn 3, 15). Dalšími zdroji byly vize augustiniánské mystičky Anny Kateřiny Emmerichové, jež sepsal Clemens Brentano, dílo španělské mystičky Maria de Agredy (1602–1665) Mystické město Boží, popis zastavení křížové cesty, ale i Turínské plátno.

## Obsazení
| Jim Caviezel         | Ježíš Nazaretský  |
| Maia Morgenstern     | Maria             |
| Monica Bellucciová   | Máří Magdaléna    |
| Hristo Naumov Shopov | Pilát Pontský     |
| Mattia Sbragia       | Kaifáš            |
| Rosalinda Celentano  | Satan             |
| Hristo Jivkov        | Jan               |
| Francesco De Vito    | Petr              |
| Luca Lionello        | Jidáš Iškariotský |
| Sergio Rubini        | Dismas            |
| Toni Bertorelli      | Annáš             |
| Francesco Cabras     | Gesmas            |
| Claudia Gerini       | Claudia Procula   |
| Olek Mincer          | Nikodém           |
| Giacinto Ferro       | Josef Arimatejský |
| Sabrina Impacciatore | Veronika          |
| Jarreth Merz         | Šimon z Kyrény    |
| Giovanni Capalbo     | Longin            |